# Albert Marth
Albert Marth (Kołobrzeg, 5. svibnja 1828. – Heidelberg, 5. kolovoza 1897.) je bio njemački astronom. Otkrio je asteroid 29 Amphitrite 1. ožujka 1854. godine. Bio je asistentom engleskom znanstveniku Williamu Lassellu s kojim je otkrio šeststotinjak maglica. Njemu u čast se zovu Mjesečev krater Marth i Marsov istoimeni krater.